# Coast Modern
Coast Modern foi uma dupla americana de indie pop formada pelo guitarrista Luke Atlas e pelo vocalista Coleman Trapp baseado em Los Angeles. O projeto iniciou oficialmente em 2015 quando os dois músicos começaram a compor juntos após se conhecerem. A banda fez algumas apresentações ao vivo com BØRNS e The Wombats, e em 2017, lançaram o seu álbum de estúdio homônimo. Após um período de atividade, a dupla se desfez em 2023, com Atlas formando um novo projeto musical, o Wet World.

## História

### Anos iniciais 2015–2017
Luke Atlas é natural de Seattle, Washington, e Coleman Trapp é de Los Angeles. Trapp tocava bateria e piano desde a infância e cantou pela primeira vez aos 23 anos, enquanto Atlas tocava guitarra na banda Brite Futures, anteriormente conhecida como Natalie Portman's Shaved Head. Os dois se conheceram em Los Angeles pouco depois da mudança de Atlas para a cidade e começaram a escrever músicas juntos.
Após dois anos de pouco sucesso, Trapp decidiu voltar para sua cidade natal, Denver. Lá, começou a gravar algumas ideias em um violão emprestado e enviou as gravações para Atlas ouvir. Atlas, então, gravou uma demo baseada em uma delas e a enviou de volta para Trapp, incentivando-o a retornar a Los Angeles. Uma das primeiras músicas escritas e lançadas pelo Coast Modern foi "Hollow Life", lançada em 2015.
Em fevereiro de 2016, a banda lançou seu segundo single, "Animals". O Coast Modern se apresentou ao vivo pela primeira vez no festival South by Southwest em 2016. Em maio do mesmo ano, lançaram seu terceiro single, "Guru". Ainda nesse mês, começaram a se apresentar em várias datas de turnê com BØRNS, The Temper Trap e The Wombats, em apresentações ao vivo que ocorreram até outubro de 2016.
O Coast Modern está atualmente assinado com a 300 Entertainment e a +1 Records. Seu álbum de estreia autointitulado foi lançado em 28 de julho de 2017.

### 2018–2023
Em fevereiro de 2018, a banda lançou um cover do single "Electric Feel" da banda americana de pop e rock MGMT. Em 16 de outubro de 2019, lançaram um novo single, "Puppy Llama".
Em fevereiro de 2023, a banda se desfez, com Luke formando uma nova banda chamada Wet World com a baterista Steph Baker.

## Influências
Atlas citou The Beatles, The Beach Boys, Led Zeppelin e Weezer como algumas de suas influências. Em suas próprias palavras: "parte do som do Coast Modern vem de abraçar a música que amávamos quando éramos jovens, mesmo que não seja 'cool' agora".

## Discografia

### Álbuns de estúdio
- Coast Modern (2017)
- Going Mainstream (2021)

### Mixtapes
- Dreamland 2020 (2017)

### Singles
- "Hollow Life" (2015)
- "Animals" (2016)
- "Guru" (2016)
- "The Way It Was" (2016)
- "Comb My Hair" (2017)
- "Pockets Full of No" (2017)
- "Dive" (2017)
- "Electric Feel" (2018)
- "Puppy Llama" (2019)